# Crispano
Crispano là một đô thị ở tỉnh Napoli ở vùng Campania, cách khoảng 13 km về phía bắc của Napoli. Tại thời điểm ngày 31 tháng 12 năm 2004, đô thị này có dân số 12.,574 người và diện tích là 2,3 km².
Crispano giáp các đô thị: Caivano, Cardito, Frattamaggiore, Frattaminore, Orta di Atella.